# Michele Marsching

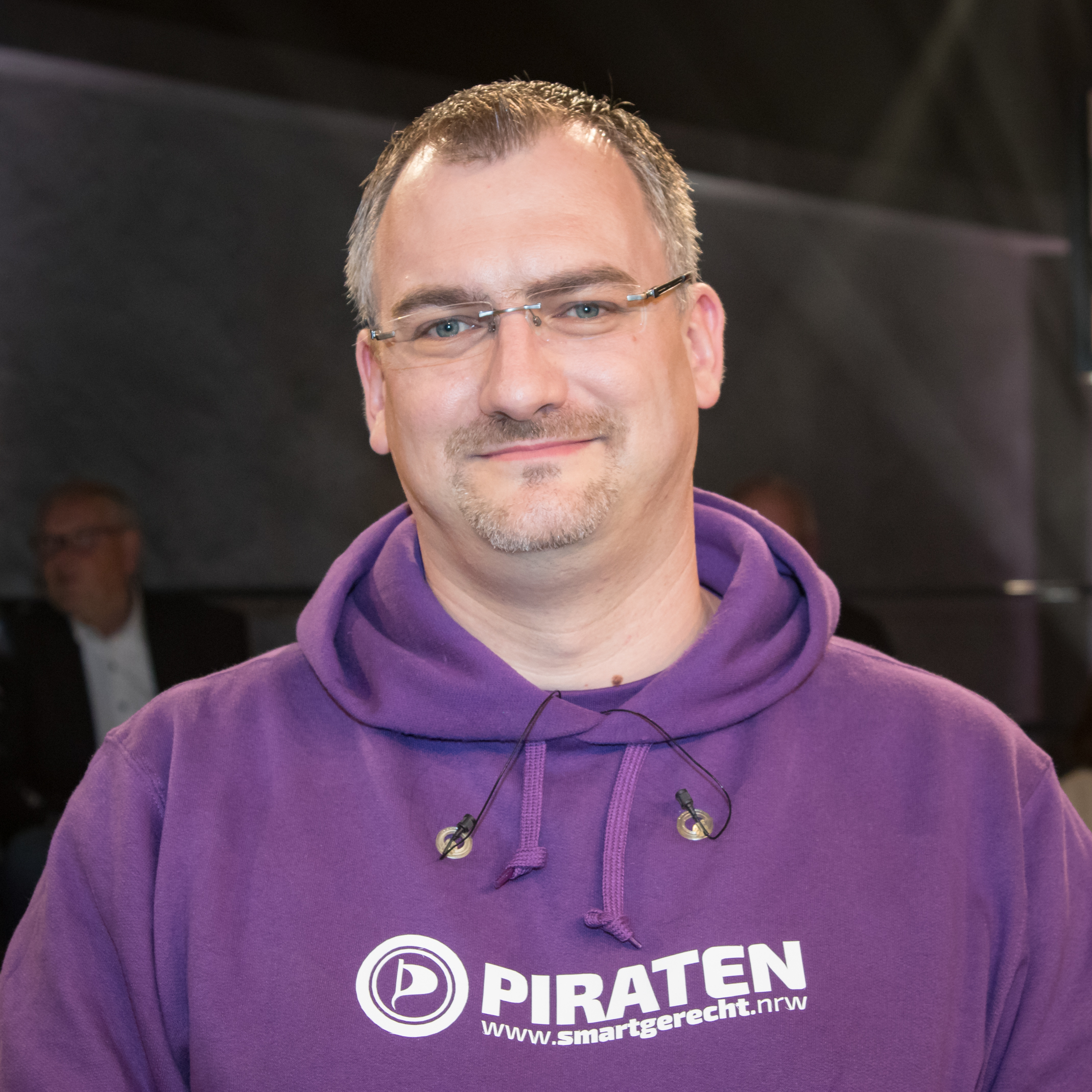
Michele Marsching bei der WDR Wahlarena zur Landtagswahl in NRW (2017)

Michele Marsching (* 28. Juni 1978 in Essen) ist ein deutscher Politiker der Piratenpartei. Er war von 2017 bis 2018 Vorsitzender des Landesverbandes NRW. Von 2012 bis 2017 gehörte er als Abgeordneter seiner Partei dem Landtag von Nordrhein-Westfalen an.

## Biografie
Nachdem Michele Marsching 1997 in Essen sein Abitur bestanden hatte, begann er an der Gerhard-Mercator-Universität Duisburg ein Studium in Betriebswirtschaftslehre und Geschichte. Es folgte ein Studium der Informatik an der Universität Dortmund, danach studierte er am IT-Center Dortmund.
Seit 2004 war er mit einem Partner in Dortmund selbständig im Bereich Softwareentwicklung. Seit seiner Wahl in den nordrhein-westfälischen Landtag ruhte seine dortige Tätigkeit.
Seit 2014 ist er Geschäftsführer einer Vertriebsgesellschaft mbH in Weeze.
Marsching wohnt in Weeze, ist verheiratet und hat einen Pflegesohn.

## Karriere in der Piratenpartei
Am 19. Juni 2009 trat Marsching der Piratenpartei bei, war dort unter anderem Richter im Landesschiedsgericht und führte eine Arbeitsgruppe zur Erneuerung der Satzung seines Landesverbandes. Er wurde am 6. Februar 2011 zum Landesvorsitzenden der Piratenpartei Nordrhein-Westfalen gewählt.
Marsching kandidierte am 30. Juni 2012 erneut für das Amt des Landesvorsitzenden; die Wahl gewann Sven Sladek.
Bei seiner erneuten Kandidatur am 27. April 2013 unterlag er knapp Patrick Schiffer. Am 2. Dezember 2017 wurde er zum zweiten Mal zum Landesvorsitzenden der Piratenpartei in NRW gewählt. Er trat im Jahr 2018 von seinem Posten als Vorsitzender zurück und Frank Herrmann wurde sein Nachfolger als Landesvorsitzender.

## Landtagsabgeordneter (2012–2017)

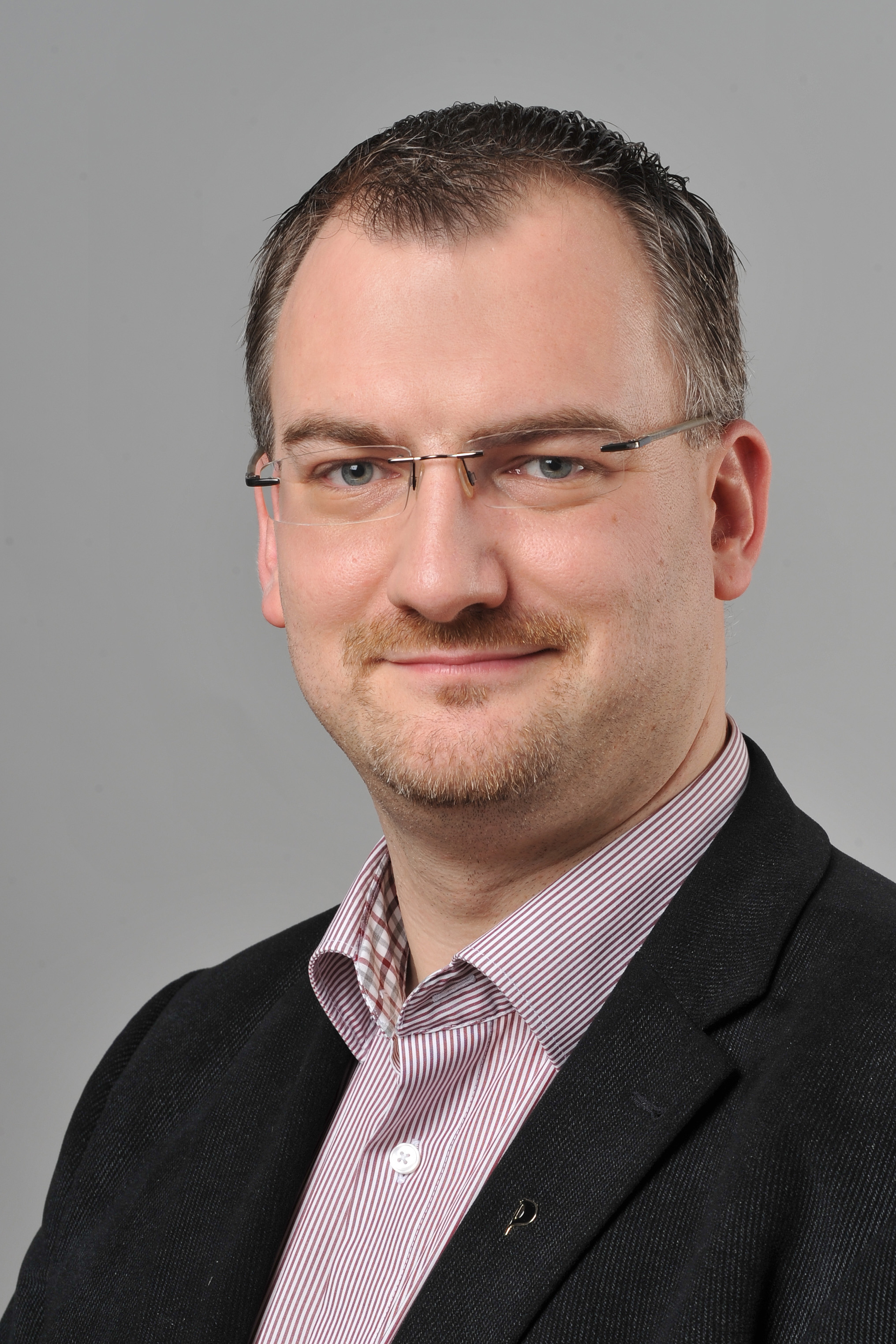
Michele Marsching als MdL (2013)

Am 24. März 2012 wurde er auf Listenplatz 4 der Landesliste der Piratenpartei für die Landtagswahl 2012 in Nordrhein-Westfalen nominiert.
Bei der vorgezogenen Landtagswahl in Nordrhein-Westfalen 2012 am 13. Mai 2012 wurde er über die Landesliste in den Landtag von Nordrhein-Westfalen gewählt.
Marsching war Sprecher seiner Fraktion im Hauptausschuss und im Petitionsausschuss, ordentliches Mitglied im Ausschuss für Schule und Weiterbildung, sowie stellvertretendes Mitglied im Ausschuss für Familie, Kinder und Jugend, sowie im Ausschuss für Innovation, Wissenschaft, Forschung und Technologie. Zudem vertrat er seine Fraktion im Landeswahlausschuss.
Am 18. August 2015 wurde er zum Fraktionsvorsitzenden der Landtagsfraktion gewählt und löste damit Joachim Paul ab, der nicht erneut für den Vorsitz kandidierte.
Mit dem Scheitern der Piraten an der Fünf-Prozent-Hürde bei der Landtagswahl 2017 schied Marsching aus dem Landtag aus.

## Landtagswahl 2017
Am 24. September 2016 wurde er zum Spitzenkandidat der Piratenpartei für die Landtagswahl 2017 in Nordrhein-Westfalen nominiert.
Unter seiner Führung scheiterten die NRW-Piraten bei der Landtagswahl 2017 mit nur noch 1,0 % an der Fünf-Prozent-Hürde und verpassten in der Folge den erneuten Einzug in den nordrhein-westfälischen Landtag deutlich.